# Cape Coast
Cape Coast è una città del Ghana, capitale della Regione Centrale e del distretto metropolitano di Cape Coast. 
Si affaccia sul Golfo di Guinea, 165 km ad ovest di Accra. Ha una popolazione di 169 894 abitanti (censimento del 2010).

## Storia
Gli antichi nomi tradizionale della città sono Oguaa e Kotokuraba ("Fiume dei granchi" o "Villaggio dei granchi"). I navigatori portoghesi João de Santarém e Pêro Escobar la chiamarono Cabo Corso da cui deriva il nome attuale. Fin dal XVI secolo la città fu oggetto di disputa fra numerose potenze europee, come testimoniano anche le molte fortificazioni del Seicento ancora oggi visitabili; il Castello Carolusberg fu originariamente costruito dagli svedesi (1652), per poi passare agli olandesi (1659) e infine agli inglesi (1667). In questa città venne impiccato il pirata Christopher Moody intorno al 1718. Dal 1700 gli inglesi fecero di Cape Coast la base delle loro operazioni nella Costa d'Oro nel 1877 le funzioni di capitale vennero trasferite ad Accra.
L'economia della città è in gran parte basata sulla pesca e, in parte minore, sul turismo. Durante il fine settimana Cape Coast (al pari di altre località marittime della costa ghanese) accoglie turisti provenienti da tutto il paese. La città è infatti fornita di molti alberghi e resort confortevoli e vanta alcuni ottimi ristoranti che offrono piatti tipici, tra cui il jellof rice e il bankoo. La seconda metà di settembre in corrispondenza della fine della stagione delle piogge, la città è teatro di numerose feste popolari. Molto pittoresca è l'usanza della "pesca della domenica", in cui già dalle prime ore del giorno tutti gli abitanti della città si riuniscono sulla spiaggia adiacente al castello per dividersi il pescato.

## Monumenti ed attrazioni
Il Cape Coast Castle ospita il West African Historical Museum.

## Educazione
La città è sede dell'Università di Cape Coast (UCC).